# Arras
För andra betydelser, se Arras (olika betydelser).

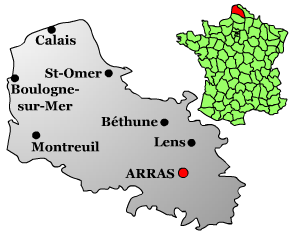
Lägeskarta

Arras är en kommun och huvudstad i det nordfranska departementet Pas-de-Calais. Staden är känd för de tapeter som vävdes där under 1300- och 1400-talen. På 1400-talet hörde Arras till Flandern och var då utan tvekan Europas bildvävningscentrum. När staden 1477 erövrades av Ludvig XI av Frankrike flyttades tapettillverkningen till bland annat Bryssel. I slutet av 1500-talet började man knyppla spetsar i Arras, bland annat med guldtråd. Genom århundraden har olika feodala härskare, som Hertigen av Burgund, Habsburgarna, Franska kronan, regerat över Arras genom krig, arv, giftermål. 1640 började Frankrikes slutliga erövring av Arras (spanska kungahuset återerövrade Arras ett kort tag).

## Befolkningsutveckling
Antalet invånare i kommunen Arras
| Referens: INSEE |

## Kända personer från Arras
Arras är känd som Maximilien Robespierres födelsestad år 1758. Tonsättaren Alexandre Georges är också född i staden. Ca 20 km norr om Arras ligger Vitry-en-Artois varifrån den medeltida musikteoretikern och prästmannen Philippe de Vitry sägs ha kommit.